# Eduardo Hinojosa
Luis Eduardo Hinojosa Valero (n. Monterrey, Nuevo Leon; 23 de noviembre de 1992) es un joven bailarín mexicano integrante y actual subdirector del ballet coreográfico Efecto Zero´s que fue además, animador del programa infantil Si se puede con Lore Lore de Televisa Monterrey.

## Biografía
Inició su carrera en el año 2007 con tan solo 14 años, al ingresar al ballet coreográfico para quinceañeras Efecto Zero´s bajo la dirección de Avyel Leyva, en el cual se ha desempeñado con gran éxito, siendo actualmente subdirector del mismo.
A mediados de ese mismo año se le presentó la oportunidad de entrar al programa Si se puede de Televisa Monterrey como parte del ballet de animación, programa infantil-juvenil bajo la producción de Rubén Garza y conducido por Lorena Cortinas "Lore Lore".
Durante su estancia en este programa también participó en varios programas especiales y unitarios de Televisa Monterrey como la celebración del 50 aniversario de la Televisión en Monterrey en 2008 y el festival Juguemos a cantar.
También ha estado en eventos a beneficio como La carrera del patito de hule y Que vivan los niños.
En julio de 2009 participó en el concurso Estrellas del baile en el cual obtuvo el cuarto lugar junto a su compañera Aglahe Leyva La Chongo Veloz a lo largo de varias semanas bailando ritmos como la polka, el reguetón y el tango, además de haberle realizado un homenaje al grupo musical Menudo con la canción Súbete a mi moto.
Dejó la emisión televisiva de Si se puede en 2010 por motivos personales, actualmente estudia una carrera profesional en la Universidad Regiomontana (UR) de la ciudad de Monterrey.

## Carrera profesional
- Si se puede (2007 - 2010).
- La carrera del patito de hule (junio de 2008).
- Que Vivan los niños (abril de 2008).
- Desfile 50 años de la televisión en Mty. (julio de 2008).
- Homenaje a Cepillín (abril de 2009).
- Payasadas (abril de 2009).
- Que Vivan los niños (junio de 2009).
- Estrellas del baile (julio de 2009).
- Estrellas del baile bizarras (septiembre de 2009).
- La chica Televisa (octubre de 2009).